# Amtsgericht Neustadt bei Coburg

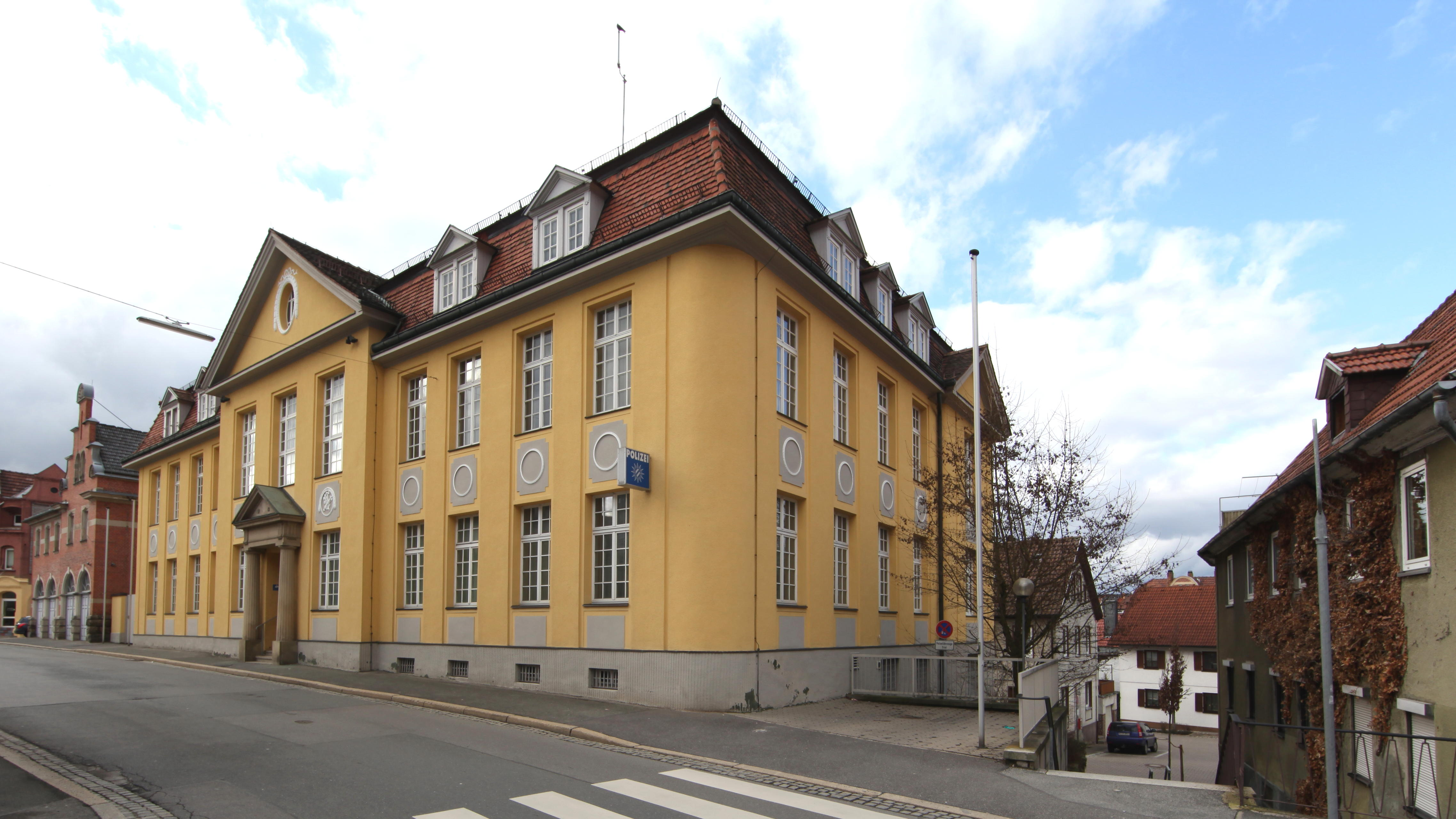
Ehem. Amtsgericht Neustadt bei Coburg (2014)

Das Amtsgericht Neustadt bei Coburg war ein Amtsgericht im Herzogtum Sachsen-Coburg und Gotha, Freistaat Coburg und Bayern mit Sitz in Neustadt bei Coburg.

## Vorgeschichte
Im HRR war das Amt Neustadt Eingangsgericht für zivilrechtliche Fälle. Als Eingangsgericht für Strafsachen wirkte das Centamt Coburg. 1801 begann Staatsminister Theodor von Kretschmann die Justiz in Sachsen-Coburg zu reformieren. Das Amt Neustadt und das Centamt Coburg wurden aufgehoben und das Justizamt Coburg wurde einziges Untergericht des Kernlandes des Fürstentums. Dagegen richtete sich der erfolglose Protest der Neustädter Bürger, den insbesondere des bisherige Amtmann Johann Ernst Gruner gegenüber der Regierung artikulierte. Übergeordnetes Mittelgericht war die Landesregierung. Am 1. Dezember 1803 setzte Kretschmann die vorsichtige Trennung der Rechtsprechung von der Verwaltung fort, indem er die Rechtsprechungsfunktion aus der Landesregierung abtrennte. Nun war die Justizdeputation Mittelgericht. am 5. März 1804 wurde die Justizdeputation in „Landesregierung al Justiz- und Pupillenkollegium und Lehnhof“ umbenannt. 1806 ging Kretschmann (nun in Sachsen-Coburg-Saalfeld) noch weiter und schuf als Mittelinstanz das Revisionsgericht. 1807 wurde sogar darüber ein Oberappellationsgericht, das Oberappellationsgericht Coburg eingerichtet (was bei der Größe des Landes vöiig unüblich war). Bisher war in der dritten Instanz Aktenversendung genutzt worden. Mit dem Ende der Regierung Kretschmann endeten auch diese Gerichte und wurden am 7. Juli 1808 aufgehoben.
Bereits am 1. Januar 1807 war das Amt Neustadt wieder gebildet worden. Diesem war das Justiz-Collegium Coburg übergeordnet. Ab 1816 war das Oberappellationsgericht Jena oberste Instanz. Ab 1832 bildete das Justiz-Collegium Gotha eine dritte Instanz zwischen Justiz-Collegium Coburg und Oberappellationsgericht Jena. Nach der Märzrevolution wurde 1849 die Patrimonialgerichtsbarkeit abgeschafft. Dies betraf im Amt Neustadt sechs Patrimonialgerichte (siehe hierfür Gerichte im Herzogtum Sachsen-Coburg und Gotha). 1858 wurde die Gerichtsorganisation neu gefasst. Nun war das Justizamt Neustadt an der Heyde dem Kreisgericht Coburg nachgeordnet.

## Das Amtsgericht
Nach der Einführung der Reichsjustizgesetze 1879 wurde das Justizamt Neustadt an der Heyde in das Amtsgericht Neustadt an der Heyde umgewandelt. Es war nun dem Landgericht Meiningen nachgeordnet. Mit der Umbenennung der Stadt wurde der Name auf Amtsgericht Neustadt bei Coburg geändert. Nachdem man sich in einer Volksabstimmung 1920 für eine Angliederung an Bayern entschieden hatte, wurde das Amtsgericht dem 1921 neu errichteten Landgericht Coburg nachgeordnet. Im Jahre 1943 wurde das Amtsgericht Neustadt bei Coburg aufgehoben und nach seiner Wiedereröffnung am 1. Februar 1946 in eine Zweigstelle des Amtsgerichtes Coburg umgewandelt. Am 1. Juli 1973 wurde die Zweigstelle Neustadt bei Coburg aufgehoben.

## Amtsgerichtsgebäude
Das ehemalige Amtsgerichtgebäude Ernststraße 23 a wird heute als Polizeistation genutzt. Der neuklassizistischer zweigeschossiger Mansarddachbau mit Mittelrisalit und Jugendstilfenster wurde 1912–1913 erbaut. Das Gebäude steht unter Denkmalschutz (siehe hierzu die Liste der Baudenkmäler in Neustadt bei Coburg). 